# Jérôme Lavrilleux
Jérôme Lavrilleux (ur. 19 września 1969 w Saint-Quentin) – francuski polityk i samorządowiec, dyrektor gabinetu przewodniczącego UMP Jeana-François Copé, poseł do Parlamentu Europejskiego VIII kadencji.

## Życiorys
Z zawodu technik handlu międzynarodowego. W 1989 został członkiem gaullistowskiego Zgromadzenia na rzecz Republiki, z którym w 2002 współtworzył Unię na rzecz Ruchu Ludowego. W latach 1995–2002 był dyrektorem gabinetu mera rodzinnej miejscowości. W 2002 po raz pierwszy wybrany na radnego departamentu Aisne, uzyskiwał następnie reelekcję. Od 2004 pełnił funkcję dyrektora gabinetu Jeanaa-François Copé – mera, sekretarza generalnego UMP i przewodniczącego jej frakcji deputowanych, a następnie przewodniczącego partii. Stał się jednym z najbliższych współpracowników lidera francuskiej centroprawicy. W 2012 odpowiadał za logistykę w trakcie kampanii prezydenckiej Nicolasa Sarkozy’ego.
W 2014 został liderem jednej z list regionalnych UMP w wyborach europejskich, uzyskując mandat eurodeputowanego VIII kadencji. Kilka miesięcy później utracił członkostwo w UMP.